# Newel (Rosja)
Newel (ros. Невель, Niewiel) – miasto w Rosji, w obwodzie pskowskim, położone nad jeziorem Newel, 242 km na południowy wschód od Pskowa. Ludność 17 800 (2005). Siedziba administracyjna rejonu newelskiego.

## Historia

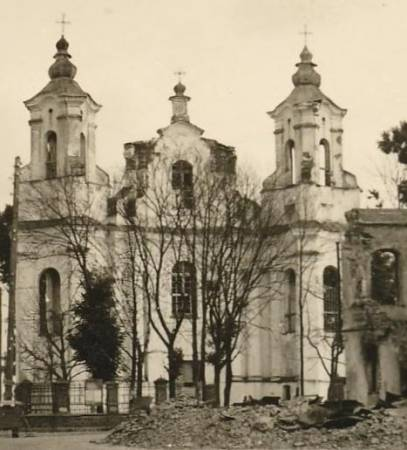
Niezachowany kościół św. Jerzego, wzniesiony w 1785 r.

Pierwsza wzmianka o miejscowości pochodzi z początku XVI wieku. W czasie wojny litewsko-rosyjskiej 1558–1570, 19 sierpnia 1562 roku wojska polsko-litewskie w sile 1300 jazdy i 200 piechoty, pod wodzą starosty różańskiego Stanisława Leśniowolskiego pobiły w bitwie pod Newlem wielokrotnie liczniejsze wojska rosyjskie (ok. 15 000 ludzi) dowodzone przez Andrieja Kurbskiego. Wkrótce jednak twierdza newelska skapitulowała przed 45-tysięcznym oddziałem wojsk moskiewskich. Została o następnie odzyskana przez Stefana Batorego w dniu 30 września 1580 roku. Powróciła do Rzeczypospolitej na mocy rozejmu w Dywilinie w 1619 roku. W składzie Rzeczypospolitej Newel przynależał administracyjnie do województwa połockiego. Starostwo newelskie zostało nadane w XVII wieku Radziwiłłom. W 1772 roku, w wyniku I rozbioru Rzeczypospolitej, Newel został włączony do Rosji a rok później otrzymał prawa miejskie. Był siedzibą ujezdu newelskiego. Według carskich danych w 1897 roku miasto najliczniej zamieszkiwali Żydzi (62%), Białorusini (26%), Rosjanie (11%) i Polacy (1%).
W Newlu w XVII wieku powstały prawosławne klasztory Przemienienia Pańskiego i Trójcy Świętej. Pierwszy z nich funkcjonował do lat 20. XX wieku, drugi został zamknięty jeszcze w XVIII wieku.

## Urodzeni w Newlu
- Marija Judina – rosyjska pianistka
- Wanda Michalewska – polska komunistka
- Jan Minkiewicz – rosyjski lekarz polskiego pochodzenia
- Grigorij Wojtinski – rosyjski komunista